# Wilsberg: Tod einer Hostess
Tod einer Hostess ist die elfte Folge der Fernsehfilmreihe Wilsberg. Der Film basiert auf dem gleichnamigen Roman von Jürgen Kehrer. Die Erstausstrahlung erfolgte am 1. Mai 2004 im ZDF. Regie führte Manfred Stelzer, das Drehbuch wurde von Ulli Stephan geschrieben.

## Handlung
Privatdetektiv Georg Wilsberg erhält einen lukrativen Auftrag. Er soll für die Geschäftsfrau Juliane Kuhn herausfinden, warum sich ihr Vater, der Textilfabrikant Kuhn, in letzter Zeit merkwürdig verhält und sich der gemeinsamen Zusammenarbeit im Familienbetrieb entzieht.
Bei der Observierung des alten Herrn wird Wilsberg von seinem Freund Manni unterstützt. Am späten Abend gehen sie beide noch ein Bier trinken, doch als sie nach Hause fahren wollen, liegt in Mannis Auto eine Frauenleiche. Lea Danninger, eine junge Frau, die bei einem Hostessenservice arbeitet, bei dem auch Alex vor kurzem einen Job angenommen hat. Hilfesuchend wendet sich Leas Freund Rudi an Alex, weil er nicht weiß, was er ohne seine Freundin machen soll. Alex kommt auf die Idee, Wilsberg einzuspannen, um herauszufinden, mit wem Lea sich in der letzten Zeit getroffen hatte. Bei der Durchforstung ihres Terminkalenders findet Alex regelmäßige Einträge zu Erwin Kuhn, was Wilsberg neugierig werden lässt. Da Alex herausfinden will, was Lea für den alten Herrn im Rahmen ihrer Hostessentätigkeit übernommen hat, springt sie kurzerhand für ihre Kollegin ein. Zu ihrer Überraschung muss sie Kuhn nur aus einem Buch vorlesen. Als ihn sein Sohn Jost überraschend besuchen kommt, versteht er die Situation völlig falsch und passt Alex nach ihrem Besuch ab. Zum Glück ist Wilsberg in der Nähe und kann eingreifen.
Am nächsten Tag erscheint Juliane Kuhn und erklärt Wilsberg, dass er seinen Auftrag erfüllt hat und dieser nun beendet sei. Wilsberg vermutet, dass er vielleicht schon zu viel herausbekommen hat, denn das kleine Imperium der Kuhns ist über die Enteignung jüdischer Firmeninhaber im Dritten Reich zustande gekommen. Außerdem ist der Mord an der Hostess noch nicht gelöst. Somit observiert Wilsberg weiter und folgt Erwin Kuhn. Dabei entdeckt er ihn in einem Altenheim, wo er aber nicht direkt jemanden besucht, sondern getarnt als Gärtner Julika Roth, eine der Bewohnerinnen, anspricht. Nach Wilsbergs Recherche handelt es sich dabei um die Tochter einer jener jüdischen Familien, die zu Kuhns Gunsten ihr Vermögen verloren hatten und deportiert wurden. Dass Erwin Kuhn in seinen jungen Jahren unsterblich in Julika verliebt war, hat ihr nichts genützt.
Wilsberg findet heraus, dass der Mord letztendlich nichts mit dieser alten Familiengeschichte zu tun hat, sondern nur mit der jüngeren. Jost Kuhn hatte Lea kennengelernt, als sie von seinem Vater kam. Er freundete sich mit ihr an, aber als sie eines Tages nur von seinem Vater geschwärmt hatte und ihn nur auslachte, hatte er die Nerven verloren und so lange gewürgt, bis sie endlich still war.
Nachdem sein Sohn verhaftet wurde und Julika Roth Erwin Kuhn abgewiesen hat, als er ihr nach 50 Jahren einen Heiratsantrag machte, erschießt sich der alte Mann.

## Hintergrund
Tod einer Hostess erschien zusammen mit der Folge Tödliche Freundschaft von Polarfilm auf DVD.
Der Running Gag „Bielefeld“ verweist in dieser Folge in Minute 25 auf eine Filiale, die Wilsbergs Klient neben weiteren Geschäften besitzt.

## Kritik
Die Redaktion von TV Spielfilm zeigte für den „bodenständigen […] in sich stimmige[n] Kleinstadtkrimi“ den Daumen nach oben.